# Липовець (Хустський район)
Липове́ць (угор. Lipovecz)— село в Хустській міській громаді, в Липовецькому старостинському окрузі в Закарпатській області в Україні.
Розташоване біля гір Борбільова та Червоний камінь. У селі розташоване озеро Морське око (500 м над рівнем моря).
Межує із селом Залом. Інші найближчі населені пункти Липча, Кошельово, Кривий, Осава.
Населення становить 1530 осіб (станом на 2001 рік). Село розташоване за 7,4 км від Хуста.
Протяжність кордонів села Липовець з півночі на південь 1 км 607 м. А із заходу на схід 2 км 929 м.

## Історія

### Інші назви
- 1898 р. - Lipovecz.
- 1907 р. - Hárspatak.
- 1911 р. - Hárs (Lipovecz),
- 1918 р. - Hárspatak.
- 1944 р. - Lipcsehárs. Липча-Липовець.
- 1983 р. - Липовець, Липовец.

### XVIII - XIV століття
Перша писемна згадка: початок XVIII ст.

## Географія

### Вулиці з індексом 90416
В с.Липовець є 11 вулиць, які мають 382 будинки (станом на 02.09.2023 р.).
1. вул. Тиха
2. вул. Павлова
3. вул. Лермонтова
4. вул. Мічуріна
5. вул. Макаренка
6. вул. Кобилянська
7. вул. Коцюбинського
8. вул. Зелена
9. вул. Божук
10. вул. Шевченка
11. вул. Грановського

Джерела:
https://imisto.net/uk/postcodes/index/90416

### Відстань до міст
- Київ — 784 км.
- Ужгород — 128,6 км.
- Хуст — 7,4 км.

Джерела:
- Енциклопедія українознавства : Словникова частина : [в 11 т.] / Наукове товариство імені Шевченка ; гол. ред. проф., д-р Володимир Кубійович. — Париж — Нью-Йорк : Молоде життя, 1955—1995. — ISBN 5-7707-4049-3.
- Географічна енциклопедія України : [у 3 т.] / редкол.: О. М. Маринич (відповід. ред.) та ін. — К., 1989—1993. — 33 000 екз. — ISBN 5-88500-015-8.
- Google Планета Земля Pro.

### Ліси
Ліси в  Липовці, як і на більшій тамтешній частині Карпат – букові й березові. Лип, від яких колись пішла назва села, майже не залишилося.

## Населення
1989 рік у селі проживали 1453 особи, серед них — 655 чоловіків і 798 жінок.
2001 рік у селі проживали 1530 осіб. 

### Мова та спілкування
Рідною мовою назвали:
| Мова       | Кількість осіб | Відсоток |
| ---------- | -------------- | -------- |
| українська | 1521           | 99,41%   |
| російська  | 7              | 0,46%    |
| молдовська | 1              | 0,07%    |
| білоруська | 1              | 0,07%    |

## Адміністрація
31.12.2020 р. - Губаль Іван Іванович, староста Липовецького старостинського округу, до складу якого входить територія села Липовець
Джерела:
https://khust-miskrada.gov.ua/news/na-iii-plenarnomu-sesiynomu-zasidanni-novoobranoi-khusts-koi-mis-koi-rady-obrantsi-utvoryly-starostyns-ki-okruhy-ta-zatverdyly-starost/

## Туристичні місця
- Храм св. Юрія. 1998.
- Невеликий водоспад.
- Унікальні витвори природи – скелі Червоного та Сірого туфів вулканічного походження.
- Дві червоні скелі «Малий Чарлений Камінь» і «Великий Чарлений Камінь»
- У горі Борбільова над селом збереглися рештки печери.
- Природне утворення «Казан»
- Історико-краєзнавчий музей «У гостях у мого діда»
- Водяний млин місцевого коваля Олексія Семена, який працює на воді найбільшого з потоків – Циганського звору.
- Гідрологічна пам'ятка природи місцевого значення - озеро Липовець